# A magyar labdarúgó-válogatott 2023. június 17-i mérkőzése
A magyar labdarúgó-válogatott 2023-as év harmadik mérkőzése, mely egyúttal a második 2024-es Európa-bajnoki selejtezője volt Montenegró ellen, 2023. június 17-én. Ez volt a magyar labdarúgó-válogatott 979. hivatalos mérkőzése. A mérkőzés a 2024-es labdarúgó-Európa-bajnokság európai selejtezőjének harmadik fordulója, de a magyar válogatottnak csak a második mérkőzése a sorozatban, mivel az első fordulóban szabadnapos volt.

## Helyszín
A találkozó Montenegróban, a podgoricai Városi stadionban került megrendezésre, amely 1945-ben épült. Maximális befogadóképessége a 2019-es felújítása óta 11 050 néző. A stadion a montenegrói válogatott és a Budućnost labdarúgócsapatának otthona. Teltház nem lehetett a mérkőzésen, ugyanis az Európai Labdarúgó-szövetség (UEFA) a stadion több szektorának bezárásával sújtotta a montenegrói labdarúgó-szövetséget a hazaiak szerbek elleni Eb-selejtező mérkőzésen történt rendbontások miatt.

## Játékvezető
A találkozó játékvezetője az 1984-ben született spanyol Jesús Gil Manzano volt, aki 2012 óta bíráskodik, és 2014 óta a FIFA játékvezető-keretének a tagja. Manzano pályafutása során eddig mindössze egyetlen egyszer vezetett magyar érdekeltségű találkozót, 2021-ben a Ferencváros Slavia Praha elleni budapesti BL-selejtezőt, melyet a magyar csapat nyert meg 2–0 arányban. A Transfermarkt statisztikái alapján eddigi pályafutása minden mérkőzését figyelembe véve átlagosan 5,2 sárga lapot osztott ki meccsenként, eddig 148 büntetőt ítélt és 133 alkalommal osztott ki piros lapot.

## Örökmérleg a mérkőzés előtt
| Sorszám | Időpont     | Helyszín  | Eredmény  | Kiírás       |
| ------- | ----------- | --------- | --------- | ------------ |
| 1/817   | 2007.03.24. | Podgorica | 1–2 (1–0) | felkészülési |
| 2/832   | 2008.08.20. | Budapest  | 3–3 (1–1) | felkészülési |
| 3/938   | 2019.09.05. | Podgorica | 1–2 (1–1) | felkészülési |

| M | Gy | D | V | G+ | G– | Gk | T (%) | Forrás      |
| - | -- | - | - | -- | -- | -- | ----- | ----------- |
| 3 | 0  | 1 | 2 | 5  | 7  | –2 | 16,67 | [ 5 ] [ 6 ] |

Jelölések
- Az eredmények magyar szempontból értendők.
- Tétmérkőzés

## A selejtezőcsoport állása a mérkőzés előtt
| Hely. | Csapat       | M | Gy | D | V | G+ | G– | Gk | P | Továbbjutás                 |            | Szerbia  | Magyarország | Montenegró | Litvánia | Bulgária   |
| ----- | ------------ | - | -- | - | - | -- | -- | -- | - | --------------------------- | ---------- | -------- | ------------ | ---------- | -------- | ---------- |
| 1.    | Szerbia (X)  | 2 | 2  | 0 | 0 | 4  | 0  | +4 | 6 | Kijut az Európa-bajnokságra |            | —        | szept. 7.    | okt. 17.   | 2–0      | nov. 19.   |
| 2.    | Magyarország | 1 | 1  | 0 | 0 | 3  | 0  | +3 | 3 | Kijut az Európa-bajnokságra |            | okt. 14. | —            | nov. 19.   | jún. 20. | 3–0        |
| 3.    | Montenegró   | 2 | 1  | 0 | 1 | 1  | 2  | −1 | 3 |                             |            | 0–2      | jún. 17.     | —          | nov. 16. | szept. 10. |
| 4.    | Litvánia     | 1 | 0  | 0 | 1 | 0  | 2  | −2 | 0 |                             | szept. 10. | okt. 17. | szept. 7.    | —          | jún. 17. |            |
| 5.    | Bulgária     | 2 | 0  | 0 | 2 | 0  | 4  | −4 | 0 |                             | jún. 20.   | nov. 16. | 0–1          | okt. 14.   | —        |            |

## Keretek
megjegyzés: A táblázatokban szereplő adatok a mérkőzés előtti állapotnak megfelelőek.
A magyar válogatottba a 2023. június 17-i Montenegró és a június 20-i Litvánia elleni elleni Európa-bajnoki selejtezőmérkőzésekre a következő játékosok kaptak meghívást. Az előző kerethez képest kimaradt térdsérülése miatt Gulácsi Péter. A harmadik számú kapusposztra ismét meghívót kapott Szappanos Péter, aki tavaly novemberben mutatkozott be a válogatottban. Marco Rossi szövetségi kapitány a védelemben továbbra sem számíthatott a sérült Fiola Attilára. A középpályásoknál sérülés miatt nem kapott meghívót Schäfer András és Vécsei Bálint, visszatért a keretbe az egyszeres válogatott Baráth Péter és ott lesz a már 46-szor pályára lépő Kleinheisler László is. A csatársorban változás a legutóbbi kerethez képest, hogy bokatörés miatt kivált Németh András.
| Magyarország                     | Magyarország               | Magyarország                    | Magyarország               | Magyarország               | Magyarország               | Magyarország                    | Magyarország  |
| Poszt                            | Név                        | Születési idő és életkor        | Vál.                       | Gól                        | Klub                       | Utolsó válogatottság            | Érték*        |
| -------------------------------- | -------------------------- | ------------------------------- | -------------------------- | -------------------------- | -------------------------- | ------------------------------- | ------------- |
| K                                | Demjén Patrik              | 1998. március 22. (25 évesen)   | 0                          | 0                          | MTK Budapest               | –                               | 550.000 €     |
| K                                | Dibusz Dénes               | 1990. november 16. (32 évesen)  | 26                         | 0                          | Ferencváros                | 2023.03.27-én Bulgária ellen    | 2.800.000 €   |
| K                                | Szappanos Péter            | 1990. november 14. (32 évesen)  | 1                          | 0                          | Budapest Honvéd            | 2022.11.20-án Görögország ellen | 500.000 €     |
| V                                | Balogh Botond              | 2002. június 6. (21 évesen)     | 1                          | 0                          | Parma                      | 2021.11.12-én San Marino ellen  | 750.000 €     |
| V                                | Botka Endre                | 1994. augusztus 25. (28 évesen) | 21                         | 1                          | Ferencváros                | 2022.11.23-án Észtország ellen  | 1.000.000 €   |
| V                                | Lang Ádám                  | 1993. január 17. (30 évesen)    | 57                         | 1                          | Omónia                     | 2023.03.27-én Bulgária ellen    | 700.000 €     |
| V                                | Orbán Willi                | 1992. november 3. (30 évesen)   | 39                         | 5                          | RB Leipzig                 | 2023.03.27-én Bulgária ellen    | 10.000.000 €  |
| V                                | Szalai Attila              | 1998. január 20. (25 évesen)    | 33                         | 1                          | Fenerbahçe                 | 2023.03.27-én Bulgária ellen    | 14.000.000 €  |
| V                                | Szalai Gábor               | 2000. június 9. (23 évesen)     | 0                          | 0                          | Kecskemét                  | –                               | 500.000 €     |
| KP                               | Baráth Péter               | 2002. február 21. (21 évesen)   | 1                          | 0                          | Ferencváros                | 2022.11.17-én Luxemburg ellen   | 1.000.000 €   |
| KP                               | Bolla Bendegúz             | 1999. november 22. (23 évesen)  | 10                         | 0                          | Grasshoppers               | 2023.03.27-én Bulgária ellen    | 2.700.000 €   |
| KP                               | Ferenczi János             | 1991. április 3. (32 évesen)    | 1                          | 0                          | Debrecen                   | 2019.09.05-én Montenegró ellen  | 400.000 €     |
| KP                               | Kerkez Milos               | 2003. november 7. (19 évesen)   | 6                          | 0                          | AZ                         | 2023.03.27-én Bulgária ellen    | 10.000.000 €  |
| KP                               | Kleinheisler László        | 1994. április 8. (29 évesen)    | 46                         | 3                          | Panathinaikósz             | 2023.03.27-én Bulgária ellen    | 1.800.000 €   |
| KP                               | Nagy Ádám                  | 1995. június 17. (28 évesen)    | 69                         | 1                          | Pisa                       | 2023.03.27-én Bulgária ellen    | 1.700.000 €   |
| KP                               | Nego Loïc                  | 1991. január 15. (32 évesen)    | 27                         | 2                          | Fehérvár                   | 2023.03.27-én Bulgária ellen    | 1.000.000 €   |
| KP                               | Callum Styles              | 2000. március 28. (23 évesen)   | 10                         | 0                          | Millwall                   | 2022.11.20-án Görögország ellen | 3.500.000 €   |
| CS                               | Ádám Martin                | 1994. november 6. (28 évesen)   | 12                         | 2                          | Ulszan Hyundai             | 2023.03.27-én Bulgária ellen    | 1.000.000 €   |
| CS                               | Csoboth Kevin              | 2000. június 20. (22 évesen)    | 2                          | 0                          | Újpest                     | 2023.03.27-én Bulgária ellen    | 850.000 €     |
| CS                               | Gazdag Dániel              | 1996. március 2. (27 évesen)    | 19                         | 4                          | Philadelphia Union         | 2022.11.23-án Észtország ellen  | 6.000.000 €   |
| CS                               | Kalmár Zsolt               | 1995. június 9. (28 évesen)     | 31                         | 3                          | DAC                        | 2023.03.27-én Bulgária ellen    | 1.000.000 €   |
| CS                               | Sallai Roland              | 1997. május 22. (26 évesen)     | 40                         | 9                          | Freiburg                   | 2023.03.27-én Bulgária ellen    | 10.000.000 €  |
| CS                               | Szoboszlai Dominik         | 2000. október 25. (22 évesen)   | 30                         | 7                          | RB Leipzig                 | 2023.03.27-én Bulgária ellen    | 40.000.000 €  |
| CS                               | Varga Barnabás             | 1994. október 25. (28 évesen)   | 1                          | 0                          | Ferencváros                | 2023.03.27-én Bulgária ellen    | 900.000 €     |
| Játékosok értéke összesen:       | Játékosok értéke összesen: | Játékosok értéke összesen:      | Játékosok értéke összesen: | Játékosok értéke összesen: | Játékosok értéke összesen: | Játékosok értéke összesen:      | 112.650.000 € |
| Szövetségi kapitány: Marco Rossi |                            |                                 |                            |                            |                            |                                 |               |

A montenegrói válogatottba a június 17-i Magyarország és a június 20-i Csehország elleni mérkőzésekre a következő játékosok kaptak meghívást:
| Montenegró                             | Montenegró                 | Montenegró                      | Montenegró                 | Montenegró                 | Montenegró                 | Montenegró                     | Montenegró   |
| Poszt                                  | Név                        | Születési idő és életkor        | Vál.                       | Gól                        | Klub                       | Utolsó válogatottság           | Érték*       |
| -------------------------------------- | -------------------------- | ------------------------------- | -------------------------- | -------------------------- | -------------------------- | ------------------------------ | ------------ |
| K                                      | Milan Mijatović            | 1987. július 26. (35 évesen)    | 30                         | 0                          | Al-Adalah                  | 2023.03.27-én Szerbia ellen    | 200.000 €    |
| K                                      | Danijel Petković           | 1993. május 25. (30 évesen)     | 24                         | 0                          | Kisvárda                   | 2022.06.07-én Finnország ellen | 400.000 €    |
| K                                      | Matija Šarkić              | 1997. július 27. (25 évesen)    | 6                          | 0                          | Wolverhampton Wanderers    | 2022.11.20-án Szlovénia ellen  | 2.000.000 €  |
| K                                      | Lazar Carević              | 1999. március 16. (24 évesen)   | 1                          | 0                          | FK Vojvodina               | 2022.11.17-én Szlovákia ellen  | 800.000 €    |
| V                                      | Stefan Savić               | 1991. január 8. (32 évesen)     | 63                         | 5                          | Atlético Madrid            | 2023.03.27-én Szerbia ellen    | 7.500.000 €  |
| V                                      | Žarko Tomašević            | 1990. február 22. (33 évesen)   | 57                         | 5                          | Asztana FK                 | 2023.03.27-én Szerbia ellen    | 400.000 €    |
| V                                      | Marko Vešović              | 1991. augusztus 28. (31 évesen) | 44                         | 2                          | Qarabağ FK                 | 2023.03.27-én Szerbia ellen    | 500.000 €    |
| V                                      | Risto Radunović            | 1992. május 4. (31 évesen)      | 25                         | 1                          | FCSB                       | 2023.03.24-én Bulgária ellen   | 1.300.000 €  |
| V                                      | Igor Vujačić               | 1994. augusztus 8. (28 évesen)  | 25                         | 0                          | FK Partizan                | 2023.03.27-én Szerbia ellen    | 4.000.000 €  |
| V                                      | Marko Vukčević             | 1993. június 7. (30 évesen)     | 14                         | 1                          | UTA Arad                   | 2022.09.26-án Finnország ellen | 650.000 €    |
| V                                      | Nikola Šipčić              | 1995. május 17. (28 évesen)     | 4                          | 0                          | CD Tenerife                | 2023.03.27-én Szerbia ellen    | 500.000 €    |
| V                                      | Andrija Vukčević           | 1996. október 11. (26 évesen)   | 2                          | 0                          | HNK Rijeka                 | 2022.11.20-án Szlovénia ellen  | 850.000 €    |
| V                                      | Miloš Milović              | 1995. december 22. (27 évesen)  | 2                          | 0                          | Navbahor Namangan          | 2022.11.20-án Szlovénia ellen  | 750.000 €    |
| V                                      | Jonathan Drešaj            | 2000. március 15. (23 évesen)   | 0                          | 0                          | FK Dečić                   | –                              | 300.000 €    |
| KP                                     | Vladimir Jovović           | 1994. október 26. (28 évesen)   | 47                         | 1                          | FK Jablonec                | 2023.03.27-én Szerbia ellen    | 500.000 €    |
| KP                                     | Aleksandar Šćekić          | 1991. december 12. (31 évesen)  | 35                         | 0                          | Hapóél Haifa               | 2023.03.27-én Szerbia ellen    | 350.000 €    |
| KP                                     | Marko Janković             | 1995. július 9. (27 évesen)     | 37                         | 1                          | Qarabağ FK                 | 2022.11.17-én Szlovákia ellen  | 500.000 €    |
| KP                                     | Sead Hakšabanović          | 1999. május 4. (24 évesen)      | 30                         | 1                          | Celtic                     | 2023.03.27-én Szerbia ellen    | 5.500.000 €  |
| KP                                     | Marko Bakić                | 1993. november 1. (29 évesen)   | 21                         | 0                          | ÓFI Kréta                  | 2023.03.24-én Bulgária ellen   | 350.000 €    |
| KP                                     | Vukan Savićević            | 1994. január 29. (29 évesen)    | 12                         | 0                          | Giresunspor                | 2023.03.27-én Szerbia ellen    | 650.000 €    |
| KP                                     | Miloš Raičković            | 1993. december 2. (29 évesen)   | 14                         | 0                          | Aktöbe FK                  | 2022.06.14-én Románia ellen    | 450.000 €    |
| KP                                     | Stefan Lončar              | 1996. február 19. (27 évesen)   | 6                          | 0                          | Debreceni VSC              | 2023.03.27-én Szerbia ellen    | 500.000 €    |
| KP                                     | Driton Camaj               | 1997. március 7. (26 évesen)    | 3                          | 0                          | Kisvárda                   | 2023.03.27-én Szerbia ellen    | 550.000 €    |
| KP                                     | Novica Eraković            | 1999. március 16. (24 évesen)   | 4                          | 0                          | Sutjeska Nikšić            | 2022.11.20-án Szlovénia ellen  | 500.000 €    |
| KP                                     | Andrija Radulović          | 2002. július 3. (20 évesen)     | 0                          | 0                          | Radnik Surdulica           | –                              | 1.000.000 €  |
| KP                                     | Vladan Bubanja             | 1999. február 21. (24 évesen)   | 0                          | 0                          | Lokomotiva Zagreb          | –                              | 1.000.000 €  |
| CS                                     | Stevan Jovetić             | 1989. november 2. (33 évesen)   | 65                         | 31                         | Hertha BSC                 | 2023.03.27-én Szerbia ellen    | 2.000.000 €  |
| CS                                     | Stefan Mugoša              | 1992. február 26. (31 évesen)   | 45                         | 15                         | Vissel Kobe                | 2023.03.24-én Bulgária ellen   | 800.000 €    |
| CS                                     | Milutin Osmajić            | 1999. július 25. (23 évesen)    | 14                         | 1                          | FC Vizela                  | 2023.03.27-én Szerbia ellen    | 1.500.000 €  |
| CS                                     | Nikola Krstović            | 2000. április 5. (23 évesen)    | 5                          | 0                          | FC DAC 1904                | 2023.03.27-én Szerbia ellen    | 1.000.000 €  |
| Játékosok értéke összesen:             | Játékosok értéke összesen: | Játékosok értéke összesen:      | Játékosok értéke összesen: | Játékosok értéke összesen: | Játékosok értéke összesen: | Játékosok értéke összesen:     | 37.300.000 € |
| Szövetségi kapitány: Miodrag Radulović |                            |                                 |                            |                            |                            |                                |              |

* A Transfermarkt 2023. június 12-i adatai alapján.

## A mérkőzés
| 2023. június 17. 18:00 |

| Montenegró                                        | 0 – 0       | Magyarország           |
| ------------------------------------------------- | ----------- | ---------------------- |
| Vešović 15' Vujačić 34' Raičković 63' Savić 90+4' | Jegyzőkönyv | 50' Sallai 70' Csoboth |

| Városi stadion, Podgorica, Montenegró Nézőszám: 8000 Játékvezető: Jesús Gil Manzano (spanyol) |

### Az összeállítások
| Montenegró | Magyarország |

| K                        | 1  | Milan Mijatović   |       |     |
| V                        | 5  | Igor Vujačić      | 34'   |     |
| V                        | 15 | Stefan Savić      | 90+4' |     |
| V                        | 6  | Žarko Tomašević   |       |     |
| KP                       | 7  | Marko Vešović     | 15'   | 72' |
| KP                       | 19 | Aleksandar Šćekić |       | 61' |
| KP                       | 14 | Vukan Savićević   |       | 82' |
| KP                       | 8  | Marko Janković    |       |     |
| KP                       | 2  | Andrija Vukčević  |       |     |
| CS                       | 11 | Nikola Krstović   |       | 72' |
| CS                       | 10 | Stevan Jovetić    |       | 82' |
| Cserék:                  |    |                   |       |     |
| KP                       | 4  | Miloš Raičković   | 61'   | 63' |
| KP                       | 17 | Sead Hakšabanović | 82'   |     |
| V                        | 18 | Marko Vukčević    | 72'   |     |
| KP                       | 20 | Stefan Lončar     | 82'   |     |
| CS                       | 21 | Milutin Osmajić   | 72'   |     |
| Fel nem használt cserék: |    |                   |       |     |
| K                        | 12 | Danijel Petković  |       |     |
| K                        | 13 | Matija Šarkić     |       |     |
| V                        | 3  | Risto Radunović   |       |     |
| CS                       | 9  | Stefan Mugoša     |       |     |
| KP                       | 16 | Vladimir Jovović  |       |     |
| V                        | 22 | Nikola Šipčić     |       |     |
| KP                       | 23 | Marko Bakić       |       |     |
| Szövetségi kapitány:     |    |                   |       |     |
| Miodrag Radulović        |    |                   |       |     |

| K                        | 1  | Dibusz Dénes        |     |     |
| V                        | 4  | Szalai Attila       |     |     |
| V                        | 6  | Willi Orbán         |     |     |
| V                        | 2  | Lang Ádám           |     |     |
| KP                       | 14 | Bolla Bendegúz      |     | 88' |
| KP                       | 8  | Nagy Ádám           |     |     |
| KP                       | 17 | Callum Styles       |     | 72' |
| KP                       | 11 | Kerkez Milos        |     |     |
| CS                       | 20 | Sallai Roland       | 50' | 58' |
| CS                       | 9  | Ádám Martin         |     | 58' |
| CS                       | 10 | Szoboszlai Dominik  |     |     |
| Cserék:                  |    |                     |     |     |
| CS                       | 13 | Kalmár Zsolt        | 72' |     |
| CS                       | 18 | Varga Barnabás      | 58' |     |
| V                        | 21 | Botka Endre         | 88' |     |
| CS                       | 23 | Csoboth Kevin       | 58' | 70' |
| Fel nem használt cserék: |    |                     |     |     |
| K                        | 12 | Demjén Patrik       |     |     |
| K                        | 22 | Szappanos Péter     |     |     |
| KP                       | 3  | Ferenczi János      |     |     |
| V                        | 5  | Balogh Botond       |     |     |
| KP                       | 7  | Nego Loïc           |     |     |
| KP                       | 15 | Kleinheisler László |     |     |
| CS                       | 16 | Gazdag Dániel       |     |     |
| KP                       | 19 | Baráth Péter        |     |     |
| Szövetségi kapitány:     |    |                     |     |     |
| Marco Rossi              |    |                     |     |     |

| Negyedik játékvezető: José Luis Munuera (spanyol) VAR videóbíró: Alejandro Hernández (spanyol) Asszisztensek: Diego Barbero (spanyol) (partvonal) Ángel Nevado (spanyol) (partvonal) |

A mérkőzés statisztikái
| Montenegró |                      | Magyarország |
| ---------- | -------------------- | ------------ |
| 35%        | Labdabirtoklás       | 65%          |
| 0          | Gól                  | 0            |
| 4          | Sárga lap            | 2            |
| 0          | Piros lap            | 0            |
| 4          | Szöglet              | 2            |
| 1          | Les                  | 3            |
| 33         | Támadások száma      | 38           |
| 14         | Lövés                | 9            |
| 3          | Kaput eltalált lövés | 1            |
| 3          | Blokkolt lövés       | 2            |
| 1          | Kapus védés          | 3            |
| 207        | Passz                | 581          |
| 150        | Sikeres passz        | 502          |
| 72%        | Passz hatékonyság    | 86%          |
| 14         | Szabálytalanságok    | 19           |

## A selejtezőcsoport állása a mérkőzés után
| Hely. | Csapat       | M | Gy | D | V | G+ | G– | Gk | P | Továbbjutás                 |            | Szerbia  | Magyarország | Montenegró | Litvánia | Bulgária   |
| ----- | ------------ | - | -- | - | - | -- | -- | -- | - | --------------------------- | ---------- | -------- | ------------ | ---------- | -------- | ---------- |
| 1.    | Szerbia (X)  | 2 | 2  | 0 | 0 | 4  | 0  | +4 | 6 | Kijut az Európa-bajnokságra |            | —        | szept. 7.    | okt. 17.   | 2–0      | nov. 19.   |
| 2.    | Magyarország | 2 | 1  | 1 | 0 | 3  | 0  | +3 | 4 | Kijut az Európa-bajnokságra |            | okt. 14. | —            | nov. 19.   | jún. 20. | 3–0        |
| 3.    | Montenegró   | 3 | 1  | 1 | 1 | 1  | 2  | −1 | 4 |                             |            | 0–2      | 0–0          | —          | nov. 16. | szept. 10. |
| 4.    | Litvánia     | 2 | 0  | 1 | 1 | 1  | 3  | −2 | 1 |                             | szept. 10. | okt. 17. | szept. 7.    | —          | 1–1      |            |
| 5.    | Bulgária     | 3 | 0  | 1 | 2 | 1  | 5  | −4 | 1 |                             | jún. 20.   | nov. 16. | 0–1          | okt. 14.   | —        |            |

## Örökmérleg a mérkőzés után
| Sorszám | Időpont     | Helyszín  | Eredmény  | Kiírás               |
| ------- | ----------- | --------- | --------- | -------------------- |
| 1/817   | 2007.03.24. | Podgorica | 1–2 (1–0) | felkészülési         |
| 2/832   | 2008.08.20. | Budapest  | 3–3 (1–1) | felkészülési         |
| 3/938   | 2019.09.05. | Podgorica | 1–2 (1–1) | felkészülési         |
| 4/979   | 2023.06.17. | Podgorica | 0–0       | 2024-es Eb-selejtező |

| M | Gy | D | V | G+ | G– | Gk | T (%) | Forrás      |
| - | -- | - | - | -- | -- | -- | ----- | ----------- |
| 4 | 0  | 2 | 2 | 5  | 7  | –2 | 25,00 | [ 5 ] [ 6 ] |

Jelölések
- Az eredmények magyar szempontból értendők.
- Tétmérkőzés